# Limba bactriană
Limba bactriană este o limbă în prezent dispărută care era vorbită în Bactria, o regiune din Persia. Limba bactriană a dispărut odată cu perșii, în 331 î.Hr.